# Reddingsmiddel

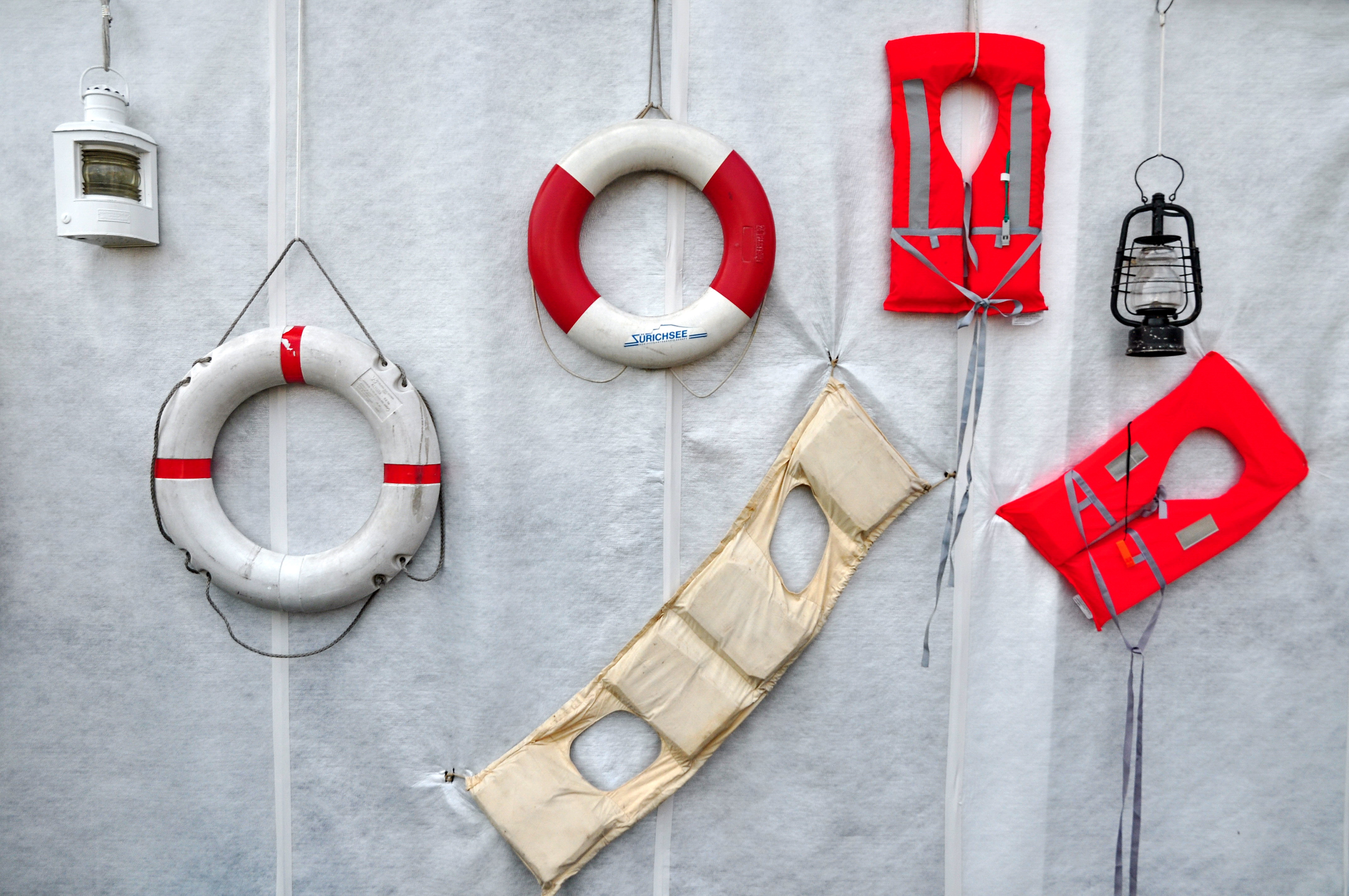
Enkele drijvendhoudende reddingsmiddelen

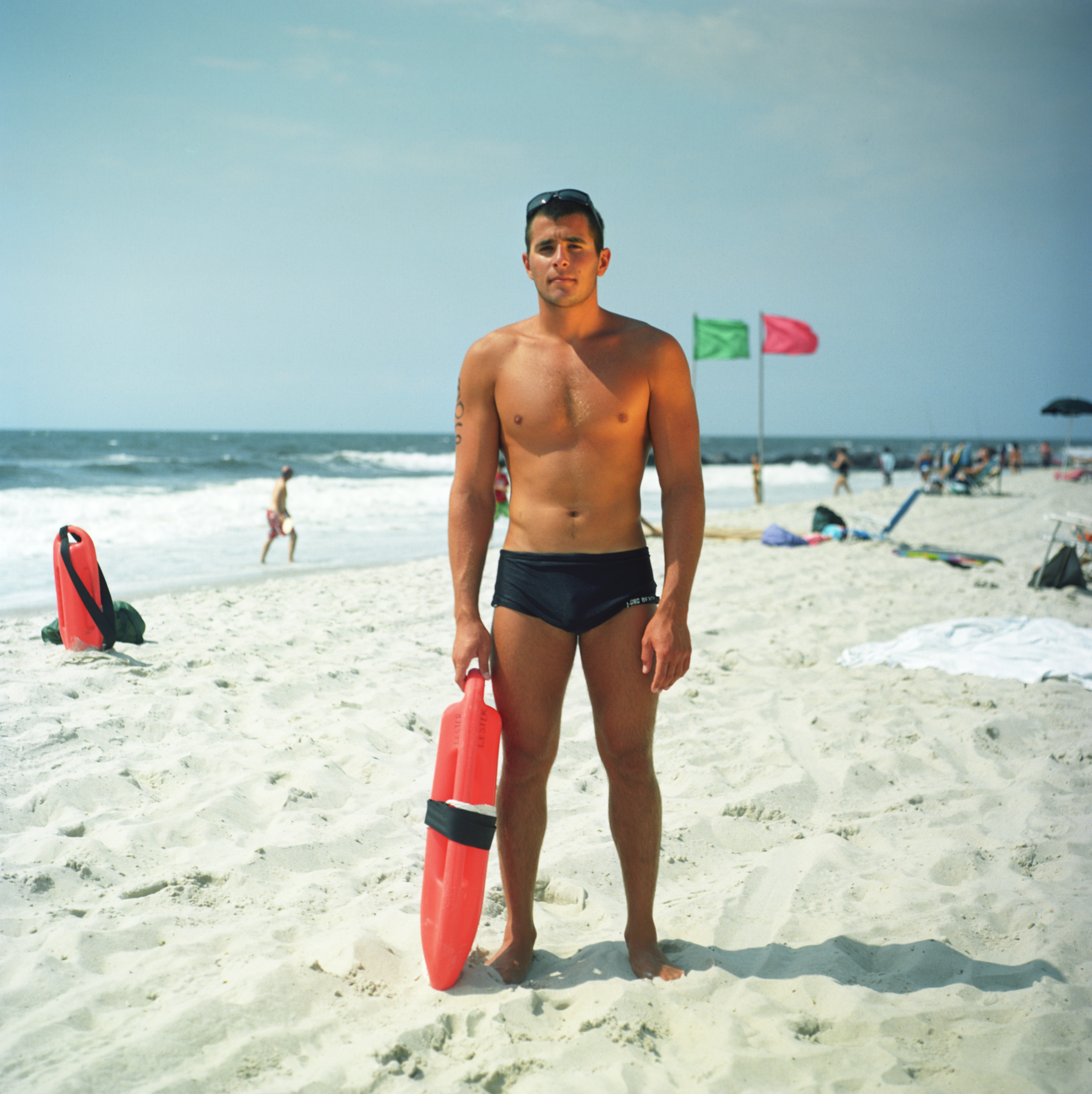
Een strandwacht met een rescue can. Dit is zowel een drijvendhoudend als een contactmakend reddingsmiddel

Een reddingsmiddel is een voorwerp dat speciaal gemaakt is voor het redden van slachtoffers in gevaarlijke situaties. Enkele voorbeelden zijn drenkelingen in het water en slachtoffers van een auto-ongeluk die bekneld zitten in een auto. Vaak zijn reddingsmiddelen gemaakt voor specifieke situaties, bijvoorbeeld voor ongevallen op binnenwater, ongevallen op zee, ijsongevallen of een auto te water. Maar in gevallen van nood maakt het niet uit voor welk ongeval een reddingsmiddel dient, echter is zoiets wel situatieafhankelijk.
Verschillende instanties werken dagelijks met reddingsmiddelen. Denk hierbij aan de brandweer, maar ook de reddingsbrigade, scheepvaart en Koninklijke Nederlandse Redding Maatschappij. Ook particulieren kunnen reddingsmiddelen in bezit hebben. Dit zijn persoonlijke reddingsmiddelen en zijn vaak noodhamers, reddingsvesten of reddingsklossen.
Reddingsmiddelen zijn vaak te herkennen aan opvallende felle kleuren. Deze kleuren of kleurcombinaties zoals geel, oranje, wit-rood geblokt of rood. Sommige reddingsvesten zijn zwart, donkerblauw of grijs van kleur. Dit zijn opblaasbare reddingsvesten, die wanneer ze uitgeklapt zijn, wel felle kleuren dragen.

## Soorten reddingsmiddelen
Er zijn verschillende soorten reddingsmiddelen. Enkele soorten reddingsmiddelen zijn onder andere:
- Drijvendhoudende middelen; Drijvendhoudende middelen zijn middelen waarmee een drenkeling zich drijvende kan houden. Dit zijn bijvoorbeeld reddingsboeien en reddingsvesten. Drijvendhoudende middelen zijn vaak verplicht op boten en schepen, maar ook op of langs binnenwater, zwembaden, sluizen, rivieren, kanalen en booreilanden.
- Contactmakende middelen; Contactmakende middelen zijn middelen waarmee je contact kunt maken met een slachtoffer. Je raakt hiermee een slachtoffer niet direct aan. Deze middelen worden vaak gebruikt bij bijvoorbeeld slachtoffers die bij sluizen te water zijn geraakt of slachtoffers die door het ijs heen zijn gezakt. Enkele voorbeelden van contactmakende reddingsmiddelen zijn reddingsklossen, reddingshaak of een reddingslijn. Bij sommige plaatsen zijn contactmakende reddingsmiddelen verplicht, zoals bij zwembaden en bij sluizen.
- Drijvendhoudende en contactmakende middelen; Drijvendhoudende en contactmakende reddingsmiddelen zijn reddingsmiddelen waarmee je slachtoffers zowel kunt laten drijven als er contact mee kunt maken. Vaak zijn deze reddingsmiddelen een combinatie van bovenstaande reddingsmiddelen zoals een reddingsboei met een reddingslijn er aan vast. Maar soms hebben de reddingsmiddelen al de combinatie. Een reddingskubus bijvoorbeeld is een kubus in een net, waaraan vaak een lijn zit van ongeveer 45 meter. Maar ook sommige reddingsboeien hebben standaard al een lijn van ongeveer 30 meter.
- Bevrijdende middelen; Bevrijdende reddingsmiddelen zijn reddingsmiddelen die speciaal bedoeld zijn om slachtoffers ergens van of uit te bevrijden. Denk hierbij bijvoorbeeld aan een veiligheidshamer, een natuurijsveiligheidsset of een brandweer autoschaar.
- Reddingsboten en reddingsvlotten; Reddingsboten en reddingsvlotten zijn reddingsmiddelen die speciaal bedoeld zijn om slachtoffers uit het water te kunnen halen of houden op het water zelf. De meeste overige reddingsmiddelen kun je gebruiken vanaf het droge (bijvoorbeeld het dek van een schip, een steiger of de kant van een rivier of kanaal). Daar waar een reddingsboot en een reddingsvlot alleen te gebruiken zijn in het water. Hiermee kun je slachtoffers ook niet vanaf het droge uit het water halen. Bij een schipbreuk kunnen mensen bijvoorbeeld in een reddingsboot of reddingsvlot stappen om zo uit het water te blijven. Maar reddingsboten worden ook gebruikt om schipbreukelingen of drenkelingen uit het water te redden.
- Brandbestrijdende reddingsmiddelen; Brandbestrijdende reddingsmiddelen zijn middelen speciaal bedoeld om brand te bestrijden. Denk hierbij aan brandblussers en aan blusdekens. Deze middelen dragen andere keurmerken dan de al eerder genoemde reddingsmiddelen.

## Wetgeving
Sommige reddingsmiddelen moeten speciaal gekeurd worden, omdat deze vaak een goede kwaliteit moeten hebben. Sommige middelen moeten aan bepaalde veiligheidsvoorschriften voldoen en dragen ook een CE-label. Daarnaast moeten de firmanaam en het adres van de fabrikant op die middelen vermeld staan. Niet alle reddingsmiddelen moeten aan die eisen voldoen. Sommige reddingsmiddelen dragen geen CE-label of de adres van de fabrikant. Echter moeten ze wel aan de wetgeving voor veiligheid voldoen.
In sommige landen is het verplicht om in de auto een veiligheidshamer te hebben. Daarnaast zijn veel boten en schepen vaak wettelijk verplicht om een reddingsboei en/of een reddingsvest aan boord te hebben. Vooral boten en schepen die op kanalen, rivieren en op open zee varen zijn dit wettelijk verplicht. Op sommige plaatsen is de overheid en/of de eigenaar van het gebied of pand wettelijk verplicht om reddingsmiddelen in de buurt te hebben. Denk hierbij aan brandblussers in ruimtes waar men met brandbaar materieel werkt.

## Hulpmiddel of reddingsmiddel
Het verschil tussen een hulpmiddel en een reddingsmiddel is dat hulpmiddelen niet speciaal gemaakt zijn voor het redden van slachtoffers. Enkele voorbeelden van hulpmiddelen zijn autobanden, kleding, leshaken, touw, surfplank, tuinslang en zwemvliezen. Vaak worden reddingsmiddelen ook aangezien als hulpmiddelen, maar andersom gebeurt ook. Reddingslijnen zijn lijnen die felgekleurd zijn en blijven drijven. Gewoon touw doet dat niet. Een leshaak wordt vaak gezien als reddingshaak, terwijl een leshaak maar halfrond is en veel kleiner en een reddingshaak is driekwart rond, felgekleurd, langer en breder.